# Nya Zeelands flagga
Nya Zeelands flagga är blå med den brittiska unionsflaggan i kantonen och fyra röda stjärnor med vita kanter. Flaggan antogs den 12 juni 1902 och har proportionerna 1:2.

## Symbolik
Flaggan bygger på den brittiska statsflaggan Blue Ensign. Stjärnorna är en stiliserad version av stjärnbilden Södra korset med fyra av de fem stjärnor som ingår i konstellationen: stjärnorna Acrux, Becrux, Gamma Crucis och Delta Crucis men inte Epsilon Crucis. Stjärnbilden symboliserar landets läge på det Södra halvklotet. Unionsflaggan påminner om att Nya Zeeland tidigare var en brittisk koloni och dominion.

## Historik

Den flagga som de maoriska hövdingarna valde 1834

Flaggan har använts sedan 1869 och blev Nya Zeelands officiella flagga efter ett beslut av parlamentet den 12 juni 1902 - New Zealand Ensign Act. Dessförinnan använde Nya Zeeland en vit flagga med georgskorset. Flaggan framröstades av öarnas maoriska hövdingar den 9 mars 1834. När Nya Zeeland blev en brittisk koloni 1840 användes den brittiska unionsflaggan som kolonins flagga. Unionsflaggan användes i stor utsträckning in på 1950-talet.

## Folkomröstning 2016

Det vinnande förslaget i första omröstningen. Vid omröstningen i mars 2016 erhöll detta förslag inte majoritet.

Under andra halvan av 1900-talet har förslag väckts om en ny nyzeeländsk nationsflagga bland annat för att det har ansetts att den nuvarande flaggan är lätt att förväxla med Australiens flagga. Vissa ogillar också att den brittiska unionsflaggan finns med och menar att en ny flagga borde återspegla landets maoriska rötter i större utsträckning än det koloniala arvet.
Inför folkomröstningen om utseendet på en ny flagga i december 2015 hade det inkommit 10 292 flaggbidrag. Den 12 augusti 2015 meddelats det att av de 40 utvalda hade minimerats till fyra flaggförslag som senare blev fem huvudalternativ. Till slut stod omröstningen mellan två alternativ. Vid den avgörande folkomröstning den 24 mars 2016 röstade knappt 57 procent för att behålla den nuvarande flaggan och drygt 43 procent för ett byte. Röstresultatet sågs som en motgång för dåvarande premiärminister John Key.

### Galleri
Nedan visas de fyra avvisade alternativen vid första omröstningen om nytt förslag till flagga 2015-2016.

Koru av Andrew Fyfe
Red Peak flag av Aaron Dustin
Silver Fern (Red, White and Blue) av Kyle Lockwood
Silver Fern (Black and White) av Alofi Kanter